# أزتو (أسطورة)
أزتو (بالإنجليزية: Azeto)‏ في الأساطير الأفريقية هي روح شريرة، من أرواح الموتی، في الديانة الودونية في هايتي (ديانة الزنوج في أفريقيا)، وهي قد تكون روح ذكر أو أنثی لشخص مسخ ذئبا. أو لمصاص الدماء كالخفاش.